# 의정부중학교
의정부중학교(議政府中學校)는 대한민국 경기도 의정부시 가능동에 있는 공립 중학교이다.

## 학교 연혁
- 1943년 5월 10일 : 의정부갑종농업학교(4년제) 인가(초대 교장 가네코 고지로〔金子孝次郞〕취임)
- 1946년 6월 30일 : 의정부농업중학교(6년제)로 학제 개편
- 1947년 4월 1일 : 의정부농업중학교(3년제)로 개칭
- 1951년 8월 30일 : 의정부중학교와 의정부농업고등학교 병설
- 1970년 3월 1일 : 의정부중학교와 의정부종합고등학교로 완전분리
- 2014년 3월 1일 : 혁신학교 지정
- 2015년 3월 1일 : 학생정신건강 연구 시범학교, SW 선도학교 선정
- 2018년 3월 1일 : 혁신학교 재지정, 의정부 미래교육 운영교 선정
- 2022년 9월 1일 : 제25대 진문규 교장 취임
- 2024년 1월 5일 : 제74회 졸업식(졸업생 106명, 누계 29,882명)
- 2024년 3월 4일 : 2024학년도 입학식(3학급 72명)

## 참고 자료
- 의정부중학교 - 한국교육학술정보원 학교알리미